# بوابة درب كوشك (أصفهان)
بوابة درب كوشك (بالفارسية: دروازه درب کوشک) هي بوابة تاريخية تعود إلى عصر السلالة الصفوية، وتقع في أصفهان.